# Temnoma pulchellum
Temnoma pulchellum là một loài rêu tản trong họ Pseudolepicoleaceae. Loài này được (Hook.) Mitt. ex Bastow miêu tả khoa học lần đầu tiên năm 1888.